# إليزابيث بيبودي
إليزابيث بيبودي (بالإنجليزية: Elizabeth Peabody)‏ هي كاتِبة أمريكية، ولدت في 16 مايو 1804 في مقاطعة ميدلسيكس في الولايات المتحدة، وتوفيت في 3 يناير 1894 في Jamaica Plain ‏ في الولايات المتحدة.

## وصلات خارجية
- إليزابيث بيبودي على موقع الموسوعة البريطانية (الإنجليزية)